# Coppa CEDEAO 1991
La Coppa CEDEAO 1991 (1991 CEDEAO Cup) fu la quinta ed ultima edizione della Coppa CEDEAO, competizione calcistica per nazione organizzata dalla Comunità economica degli Stati dell'Africa occidentale (CEDEAO). La competizione si svolse in Costa d'Avorio dal 30 ottobre al 2 novembre 1991 e vide la partecipazione di quattro squadre: Costa d'Avorio, Ghana, Nigeria e Senegal.

## Formula
- Qualificazioni

Nigeria (come detentore del titolo) e Ghana sono qualificati direttamente alla fase finale. Rimangono 3 squadre per 2 posti disponibili per la fase finale.
Primo Turno - 2 squadre, giocano partite di andata e ritorno. La vincente si qualifica alla fase finale. La perdente accede al secondo turno.
Secondo Turno - 2 squadre, giocano partite di andata e ritorno. La vincente si qualifica alla fase finale.
- Fase finale

Fase a eliminazione diretta - 4 squadre, giocano partite di sola andata. La vincente si laurea campione CEDEAO.

## Squadre partecipanti
| Pr. | Squadra        | Data di qualificazione certa | Partecipante in quanto                              | Partecipazioni precedenti al torneo | Ultima presenza |
| --- | -------------- | ---------------------------- | --------------------------------------------------- | ----------------------------------- | --------------- |
| 1   | Nigeria        | 28 gennaio 1990              | Rappresentativa della nazione detentrice del titolo | 2 (1983, 1990)                      | Nigeria 1990    |
| 2   | Ghana          | -                            | Qualificata di diritto                              | -                                   | Esordiente      |
| 3   | Senegal        | 9 giugno 1991                | Vincente del Primo Turno di qualificazione          | 3 (1985, 1987, 1990)                | Nigeria 1990    |
| 4   | Costa d'Avorio | 1 settembre 1991             | Vincente del Secondo Turno di qualificazione        | 4 (1983, 1985, 1987, 1990)          | Nigeria 1990    |

Nella sezione "partecipazioni precedenti al torneo", le date in grassetto indicano che la nazione ha vinto quella edizione del torneo, mentre le date in corsivo indicano la nazione ospitante.

## Fase finale

### Fase a eliminazione diretta

#### Tabellone
|  | Semifinali     | Semifinali     | Semifinali |         |                | Finale          | Finale          | Finale          |  |
|  |                |                |            |         |                |                 |                 |                 |  |
|  | Senegal        | Senegal        | 3          |         |                |                 |                 |                 |  |
|  | Senegal        | Senegal        | 3          |         |                |                 |                 |                 |  |
|  | Ghana          | Ghana          | 2          |         |                |                 |                 |                 |  |
|  | Ghana          | Ghana          | 2          |         | Costa d'Avorio | Costa d'Avorio  | 1               |                 |  |
|  |                |                |            |         | Costa d'Avorio | Costa d'Avorio  | 1               |                 |  |
|  |                |                | Senegal    | Senegal | 0              |                 |                 |                 |  |
|  | Costa d'Avorio | Costa d'Avorio | Senegal    | Senegal | 0              | 2               |                 |                 |  |
|  | Costa d'Avorio | Costa d'Avorio |            |         |                | 2               |                 |                 |  |
|  | Nigeria        | Nigeria        | 0          |         |                | Finale 3º posto | Finale 3º posto | Finale 3º posto |  |
|  | Nigeria        | Nigeria        | 0          |         |                |                 |                 |                 |  |
|  |                |                |            |         |                |                 |                 |                 |  |
|  |                |                |            |         |                | Ghana           | Ghana           | 1               |  |
|  |                |                |            |         |                | Ghana           | Ghana           | 1               |  |
|  |                |                |            |         |                | Nigeria         | Nigeria         | 0               |  |

#### Semifinali
| Abidjan 30 ottobre 1991                                                                    | Senegal   | 3 – 2                      | Ghana |  |
| \| \| \| \| \| Sarr 22’ Diagne 60’ Gueye 88’ \| Marcatori \| 62’ Akonnor 75’ Acheampong \| |           |                            |       |  |
|                                                                                            |           |                            |       |  |
| Sarr 22’ Diagne 60’ Gueye 88’                                                              | Marcatori | 62’ Akonnor 75’ Acheampong |       |  |

| Abidjan 30 ottobre 1991                                 | Costa d'Avorio | 2 – 0 | Nigeria |  |
| \| \| \| \| \| Sié 10’ A. Traoré 30’ \| Marcatori \| \| |                |       |         |  |
|                                                         |                |       |         |  |
| Sié 10’ A. Traoré 30’                                   | Marcatori      |       |         |  |

#### Finale 3º posto
| Abidjan 2 novembre 1991                      | Ghana     | 1 – 0 | Nigeria |  |
| \| \| \| \| \| Mensah 11’ \| Marcatori \| \| |           |       |         |  |
|                                              |           |       |         |  |
| Mensah 11’                                   | Marcatori |       |         |  |

#### Finale
| Abidjan 2 novembre 1991                        | Costa d'Avorio | 1 – 0 | Senegal |  |
| \| \| \| \| \| A. Traoré 7’ \| Marcatori \| \| |                |       |         |  |
|                                                |                |       |         |  |
| A. Traoré 7’                                   | Marcatori      |       |         |  |

## Statistiche

### Classifica marcatori
2 reti
- Abdoulaye Traoré

1 rete
- Donald-Olivier Sié
- Joachin Yaw Acheampong
- Charles Akonnor
- Nelson Mensah
- Victor Diagne
- Oumar Gueye
- Mamadou Sarr